# Asahi+C
Asahi＋C（あさひ・プラス・シー）は、朝日新聞朝刊（名古屋本社発行分）に掲載されている常設の特集面である。当初は、日曜日別刷り（日曜版）だった。

## 概要
編集の目標は「東海地方を元気にするマガジン型新聞」。
「+C」は中部地方限定の新聞であると共に、Change（変化）、Challenge（挑戦）、Curiosity（好奇心）、Courage（勇気）といった英語で様々な「C」で始まる言葉をこめたものとなっており、中部地方で活躍している全ての人たちに勇気のビタミンを届けたいという意味をこめている。
「C」を顔に見立て舌を出しているようなロゴマークが設定されている（外部リンク参照）。

### 歴史
朝日新聞名古屋本社は、週休2日制定着や生活環境の変化などを受け、土曜日付夕刊を2012年10月13日付けをもって休刊すると発表し、その代わりとして、あくる10月14日付けから、第2・4日曜日付けの朝刊への別刷りとして創刊させた。朝日新聞ではBe（土曜付け）、GLOBE（第1・3日曜付け（創刊当時））に続く別刷り朝刊であるが、地域密着限定型別刷りは初めての試みであった。なお名古屋本社管内では、2023年4月28日付けをもって夕刊の発行そのものを終了、同4月29日付け=公式には5月1日付けより朝刊統合版に移行している。
その後、2016年3月27日付けをもって「別刷り」としての発行を終了し、同月29日から本紙へ移行、火〜金・土・日曜日に掲載されるようになった。2023年4月2日付け朝刊以降は、土・日曜日の掲載となっている。

### 内容
2023年4月現在
- 土曜日 : 「防災」、「教育」、「スポーツ」、「歴史・文化」のいずれか（週替わり）
- 日曜日 : 「経済」

## 執筆者

### 過去
- SKE48（毎週持ち回り）
- 舟かつみ
- 斉藤太郎